# Clubiona lamina
Clubiona lamina este o specie de păianjeni din genul Clubiona, familia Clubionidae, descrisă de Zhang, Zhu și Song în anul 2007. Conform Catalogue of Life specia Clubiona lamina nu are subspecii cunoscute.